# 邬似珏
邬似珏（1964年5月15日—），出生于浙江宁波，祖籍奉化，美国华人女数学家，密歇根大学数学教授。

## 生平
浙江宁波人，祖籍奉化。1964年出生。毕业于宁波第四中学。1979年考入北京大学数学系，年仅15岁。在北大获得学士、硕士学位。赴美国耶鲁大学留学，1990年获得博士学位。后历在美国纽约大学、美国西北大学、普林斯顿高等研究院、马里兰大学、密歇根大学从事研究工作。现任美国密歇根大学数学系教授。

## 荣誉
- 2001年，获得晨兴数学奖银奖，是首位女性得主
- 2001年，獲得露絲·蕾特·薩特數學獎
- 2010年，获得晨兴数学奖金奖，是首位女性得主[3]